# 승주초등학교 구강분교
승주초등학교 구강분교는 대한민국 전라남도 순천시 승주읍에 있었던 초등학교이다.

## 연혁
- 1960년 5월 2일 쌍암국민학교 구강분교장 설립인가
- 1963년 2월 16일 쌍암북국민학교 인가
- 1986년 3월 6일 승주북국민학교 개칭
- 1991년 3월 1일 승주국민학교로 편입
- 1996년 3월 1일 승주초등학교 구강분교로 개칭
- 2007년 3월 1일 본교로 통폐합